# Luka Jovanovic
Luka Jovanovic est un footballeur australien né le 20 mai 2005 à Adélaïde qui joue au poste d'attaquant à Adélaïde United.

## Carrière

### En club
Formé à Adélaïde United, il fait ses débuts professionnels le 6 novembre 2022 lors d'une victoire 4-2 contre Western United en championnat. Il entre en cours du jeu à la place de Hiroshi Ibusuki. Le 11 mars 2023, il marque son premier but contre Newcastle Jets. 

### En sélection
Avec les moins de 20 ans, il participe à la coupe d'Asie en 2025 qui s'est jouée en Chine. Il joue six matchs et marque trois buts durant le tournoi et l'Australie remporte le titre. 

## Palmarès
Vainqueur de la coupe d'Asie des moins de 20 ans en 2025.